# Слалом (горнолыжный спорт)

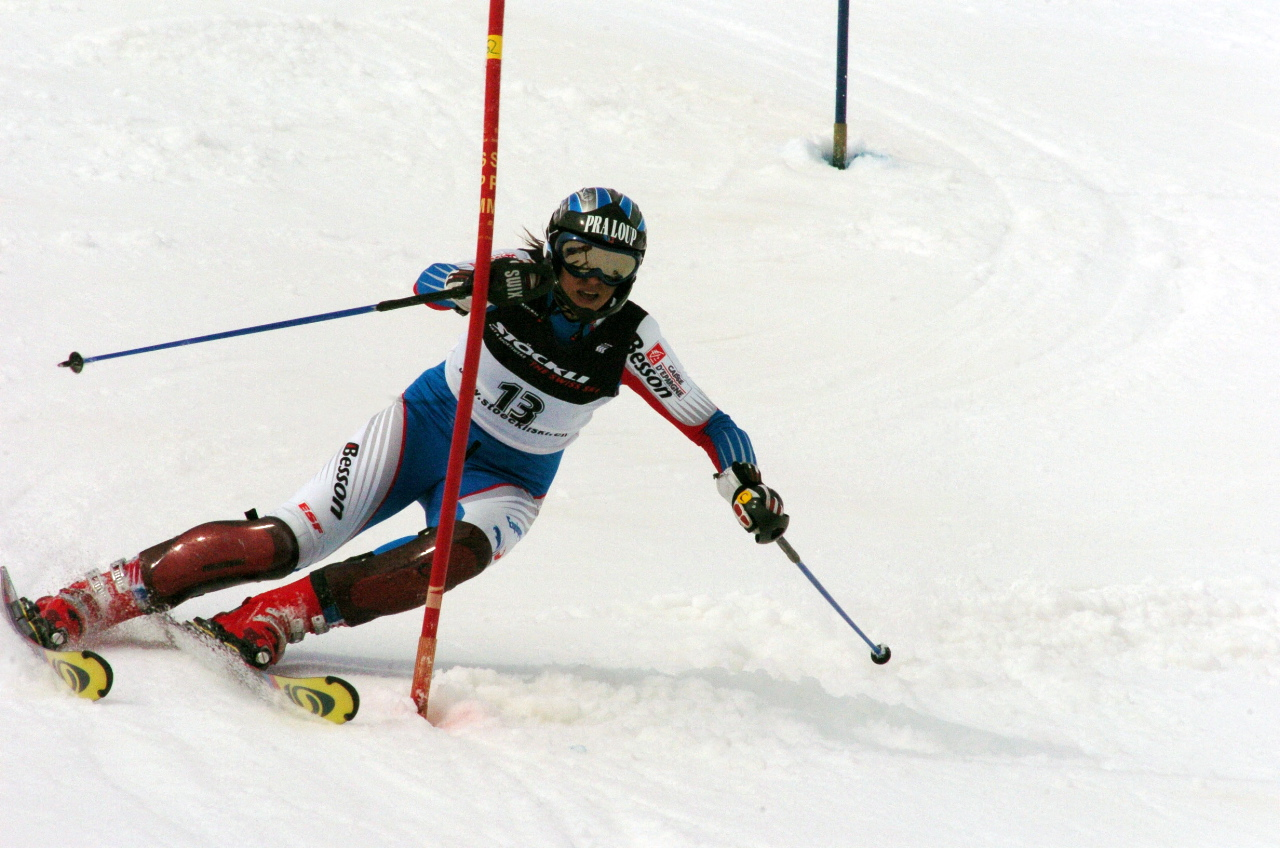
Горнолыжница во время спуска

Сла́лом (норв. slalåm, лыжный след на склоне) — спуск с горы на лыжах по трассе длиной 450—500 м, размеченной воротами (ширина ворот 3,5-4 м, расстояние между ними от 0,7 до 15 м). Перепад высот между стартом и финишем 60—150 м. Лыжники развивают на трассе среднюю скорость 40 км/ч. Во время прохождения трассы спортсмены обязаны проехать через все ворота; за пропуск ворот или пересечение их одной лыжей спортсмены снимаются с соревнований. Результат определяют по сумме времени, показанного в двух спусках на двух различных трассах.

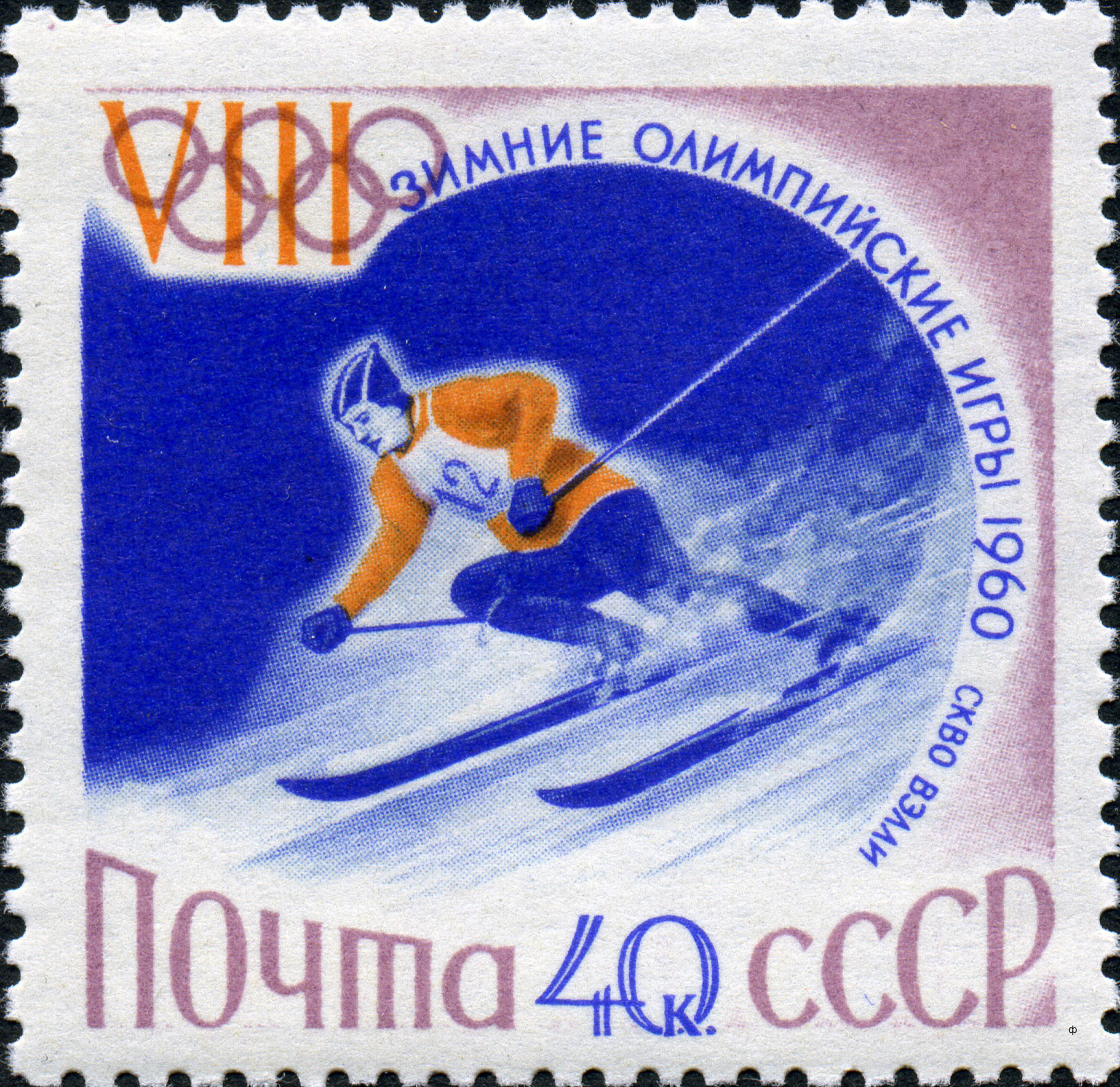
Зимние Олимпийские игры 1960

## История
В 1767 году норвежцы разыграли 4 приза среди лыжников, которые должны были пройти по лесистому склону между кустами, не падая во время спуска и не поломав лыжи, и 6 призов для тех, кто спустится на лыжах с крутого склона, не пользуясь палками. Тогда ещё не существовало различий между равнинными и горными лыжами. Техника собственно горных лыж начала складываться в окрестностях местечка Телемарк на юге Норвегии. Самый первый в мире горнолыжный клуб, по свидетельству историков, был основан энтузиастами нового вида спорта в 1875 году в Христиании (ныне Осло), а ещё через два года при клубе начала работать горнолыжная школа. Первые отдельные горнолыжные соревнования были проведены в 1879 на горе Гусби недалеко от Христиании. О тех временах нам напоминают сохранившиеся до сих пор термины, например, повороты «телемарк», «Христиания».
Однако по утверждению специалистов, истинными основоположниками горнолыжного спорта стали австрийцы. Горнолыжные соревнования начали проводиться в Альпах с 1905 года. А в 1931 году Международная федерация лыжного спорта (FIS) включила в программу чемпионата мира по лыжам слалом и скоростной спуск для мужчин и женщин. Причём в 1920—1930-е гг. лыжники не придерживались узкой специализации, многие успешно выступали и в горных, и в равнинных лыжах.
Впервые в программу Олимпийских игр слалом был включён в 1936 году: в Гармиш-Партенкирхене (Германия) были разыграны комплекты наград в комбинации "скоростной спуск + слалом" среди мужчин и отдельно среди женщин. Таким образом, горнолыжный спорт стал первым лыжным видом олимпийской программы, в котором участвовали женщины на зимних Олимпийских играх. Как отдельная олимпийская дисциплина слалом впервые представлен на играх 1948 года в швейцарском Санкт-Морице.